# Nhật thực 21 tháng 8, 2017
Thứ Hai ngày 21 tháng 8 năm 2017, nhật thực toàn phần xảy ra tạo thành một dải liên tục kéo dài trên toàn Hoa Kỳ. Ở các nước khác sẽ nhìn thấy hiện tượng nhật thực này là nhật thực một phần.
Nhật thực xảy ra khi Mặt Trăng đi qua đường nối Trái Đất và Mặt Trời, và hình ảnh che khuất Mặt Trời một phần hoặc toàn phần được quan sát từ Trái Đất. Nhật thực toàn phần xảy ra khi đường kính biểu kiến của Mặt Trăng lớn hơn so với của Mặt Trời, khiến nó chặn mọi ánh sáng trực tiếp chiếu từ Mặt Trời, chuyển ban ngày có bóng tối. Nhật thực toàn phần xuất hiện theo một dải hẹp trên bề mặt Trái Đất, trong khi nhật thực một phần có thể quan sát trên một phạm vi rộng hàng nghìn kilômét.
Lần gần nhất mà nhật thực toàn phần được nhìn thấy trên toàn nước Mỹ là vào ngày 8 tháng 6 năm 1918, và lần nhật thực 26 tháng 2 năm 1979 là nhật thực toàn phần có thể nhìn thấy ở mọi nơi trên đất liền Hoa Kỳ. Dải tối của nhật thực toàn phần đi qua 14 bang (trong khi nhật thực một phần có thể quan sát ở tất cả các bang của Hoa Kỳ), và nó quét qua 16% diện tích Hoa Kỳ. Nhật thực một phần sẽ bắt đầu từ bờ biển bang Oregon lúc 9:05 a.m. PDT ngày 21 tháng 8, và nhật thực một phần kết thúc tại bờ biển bang South Carolina lúc 4:06 p.m. EDT.
Nhật thực toàn phần trong tương lai mà đi qua toàn bộ nước Mỹ sẽ là 8 tháng 4 năm 2024 (qua 12 bang) và 12 tháng 8 năm 2045 (10 bang), và nhật thực hình khuyên—hay đường kính biểu kiến của Mặt Trăng nhỏ hơn đường kính biểu kiến của Mặt Trời—sẽ xảy ra vào 14 tháng 10 năm 2023 (9 bang) và 11 tháng 6 năm 2048 (9 bang).

## Minh họa khác
- Vùng tối, nửa tối và con đường nhật thực toàn phần.

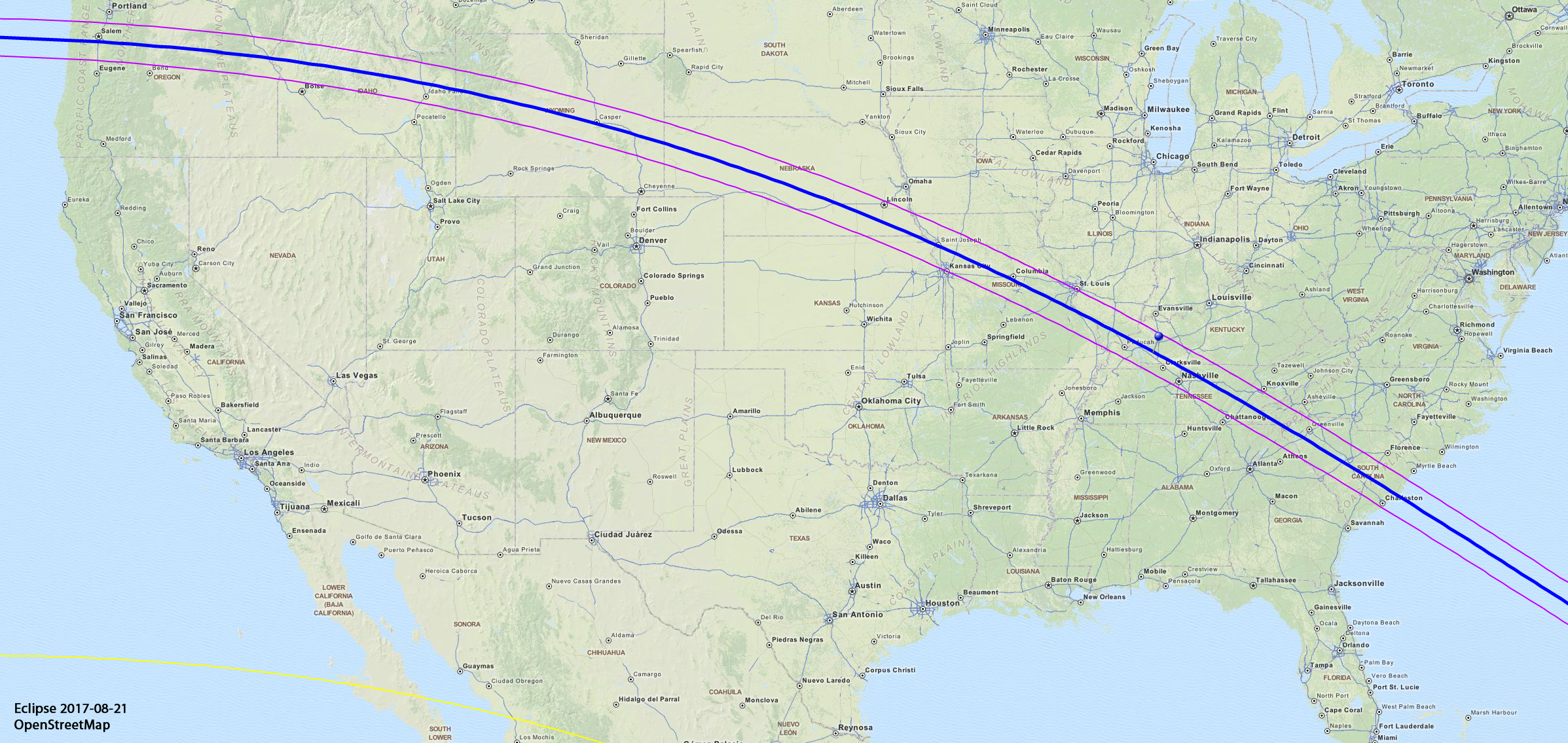
Bản đồ phân giải cao đường đi nhật thực qua lãnh thổ Hoa Kỳ
- Video mô phỏng sự kiện.

## Hình ảnh

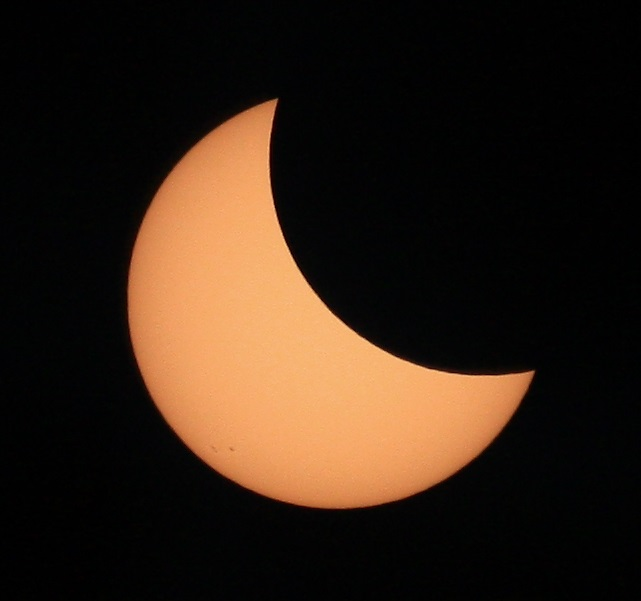
Nhật thực 21/8 quan sát từ Seattle
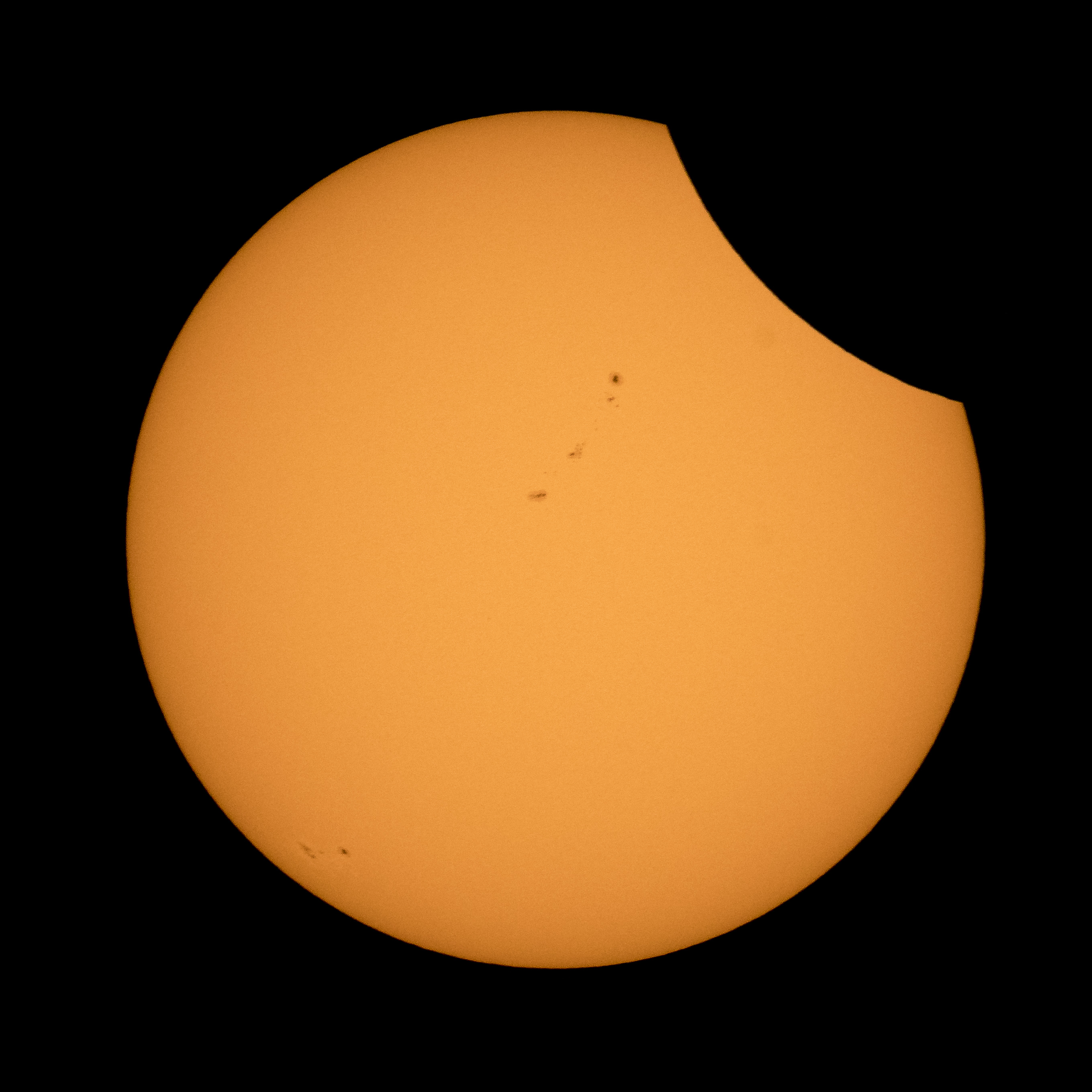
Nhật thực nhìn từ Công viên quốc gia North Cascades, Washington
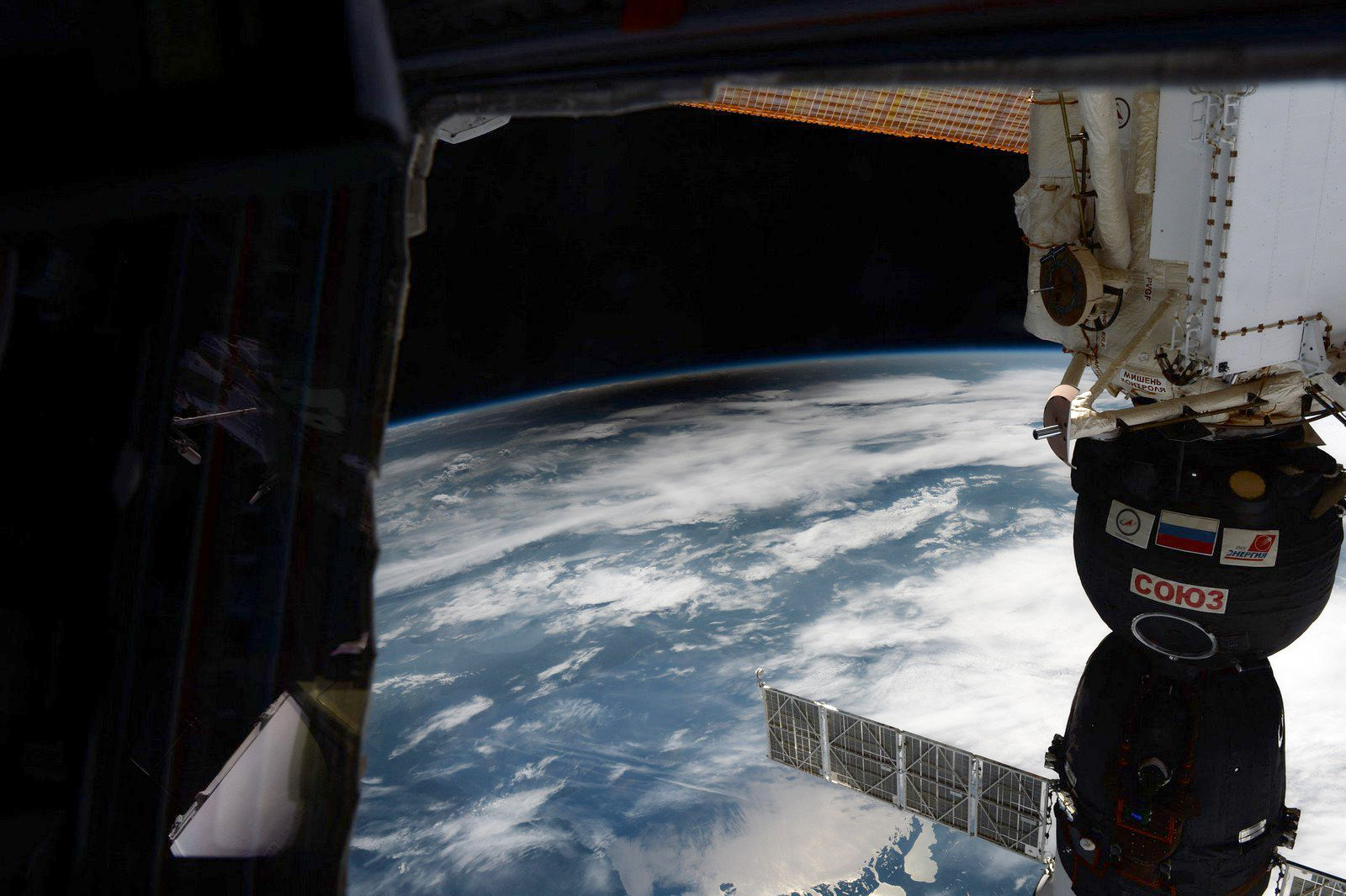
Bóng tối của nhật thực chụp từ Trạm vũ trụ quốc tế
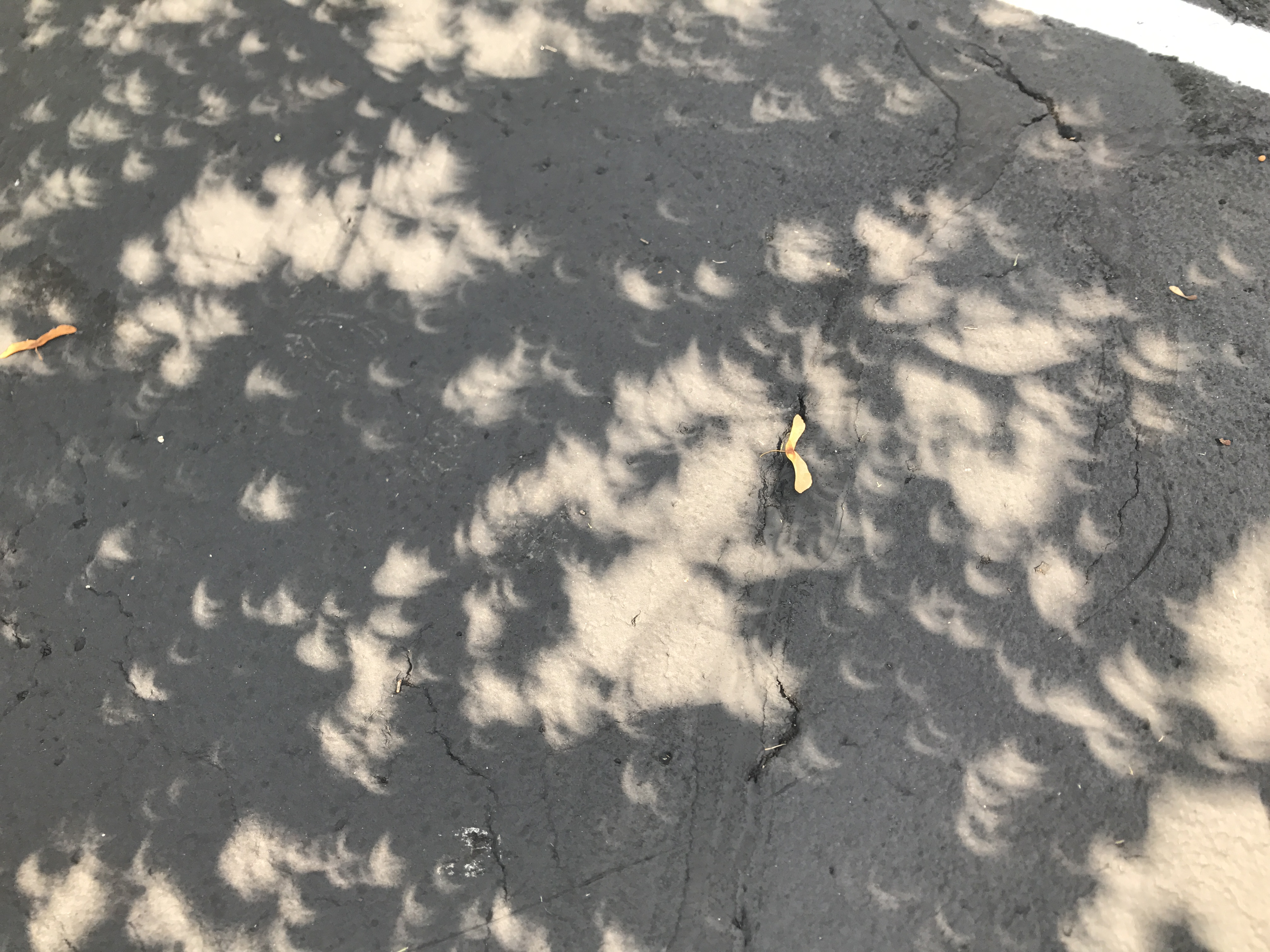
Bóng mặt trời và nhật thực một phần chiếu qua khe lá chụp ở Moon, Pennsylvania
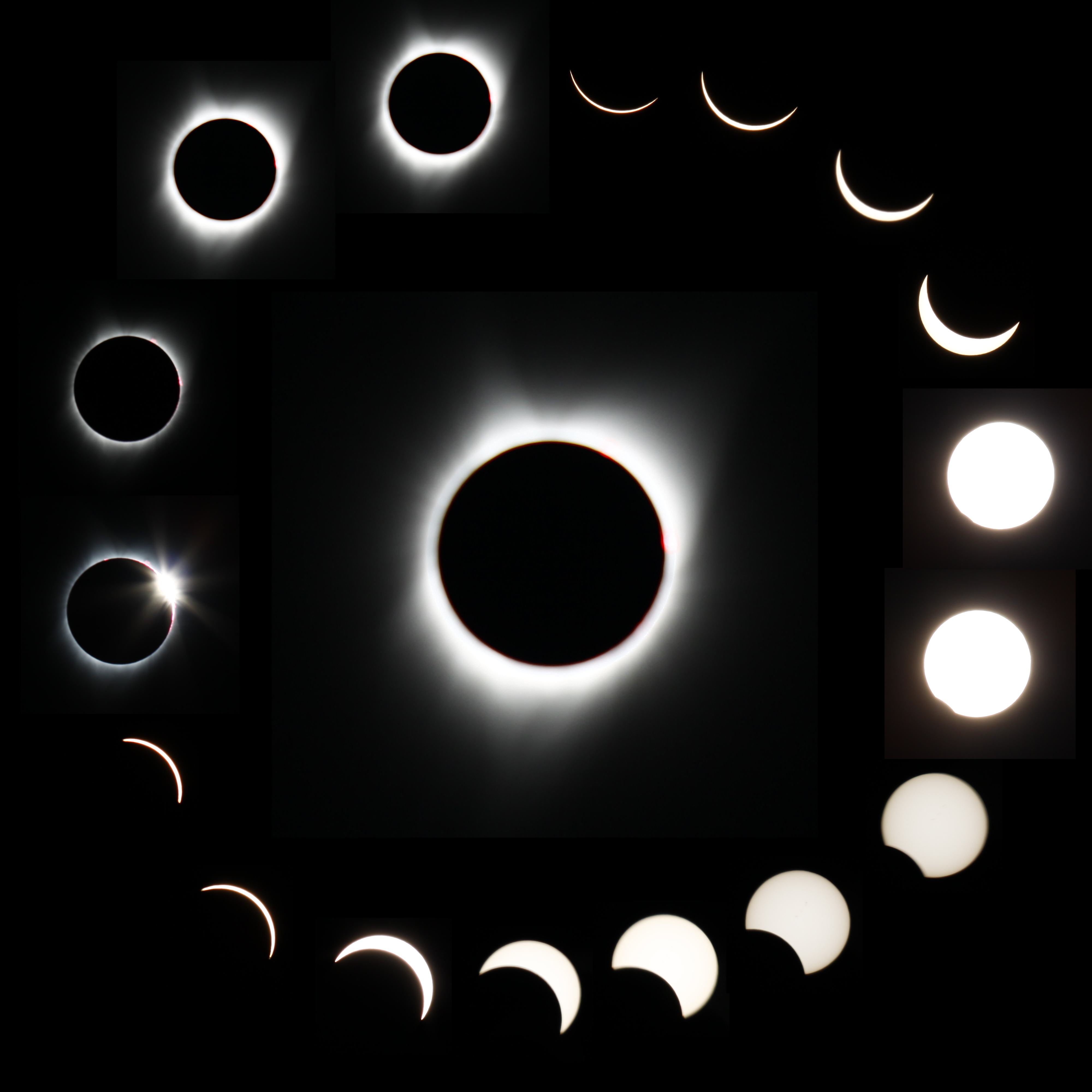
Các giai đoạn nhật thực bắt đầu lúc 9:06am, toàn phần lúc 10:19am, và kết thúc lúc 10:21am PDT ngày 21 tháng 8 năm 2017.  Ảnh chụp ở Corvallis, Oregon
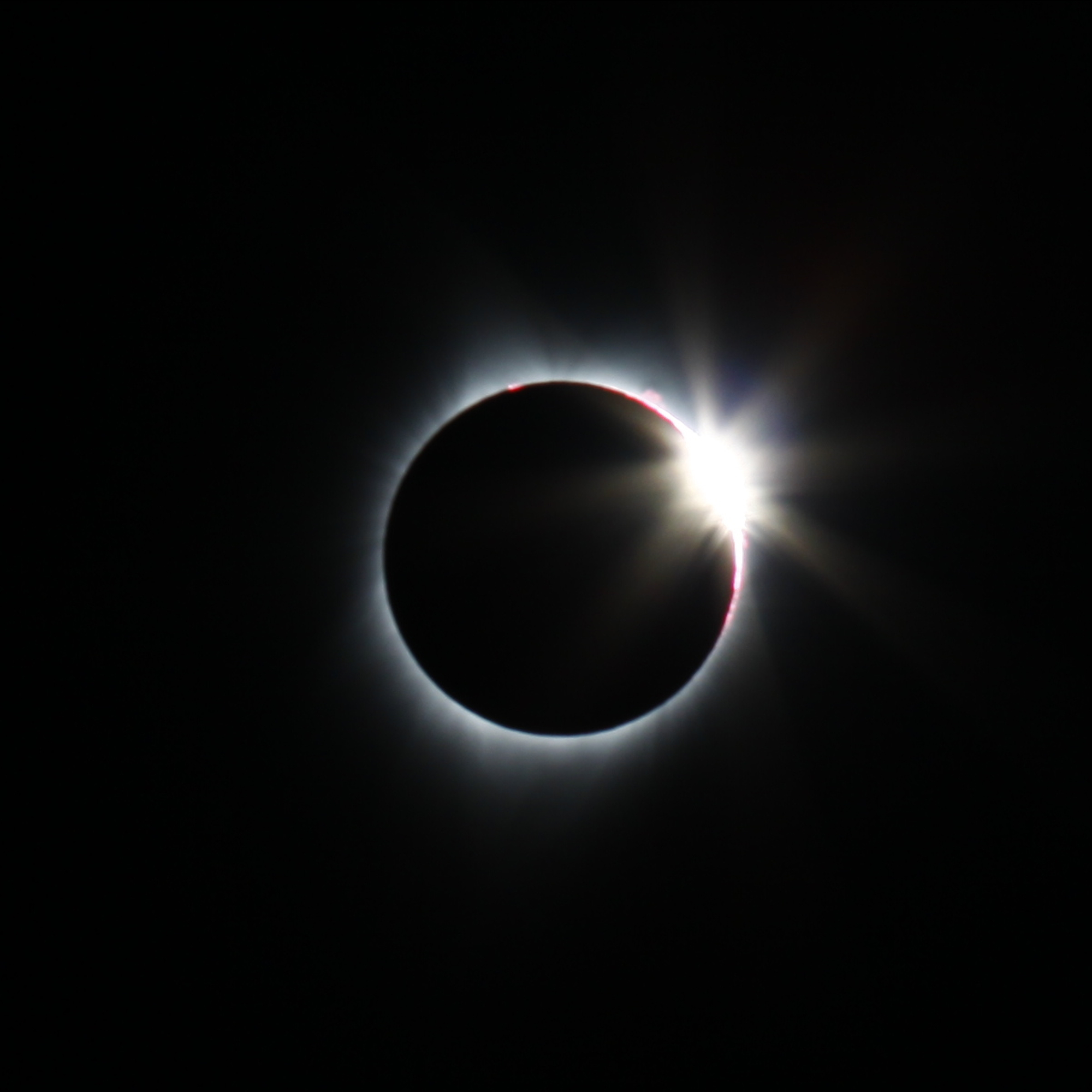
Hiệu ứng vòng hạt kim cương của nhật thực toàn phần quan sát từ Corvallis, Oregon
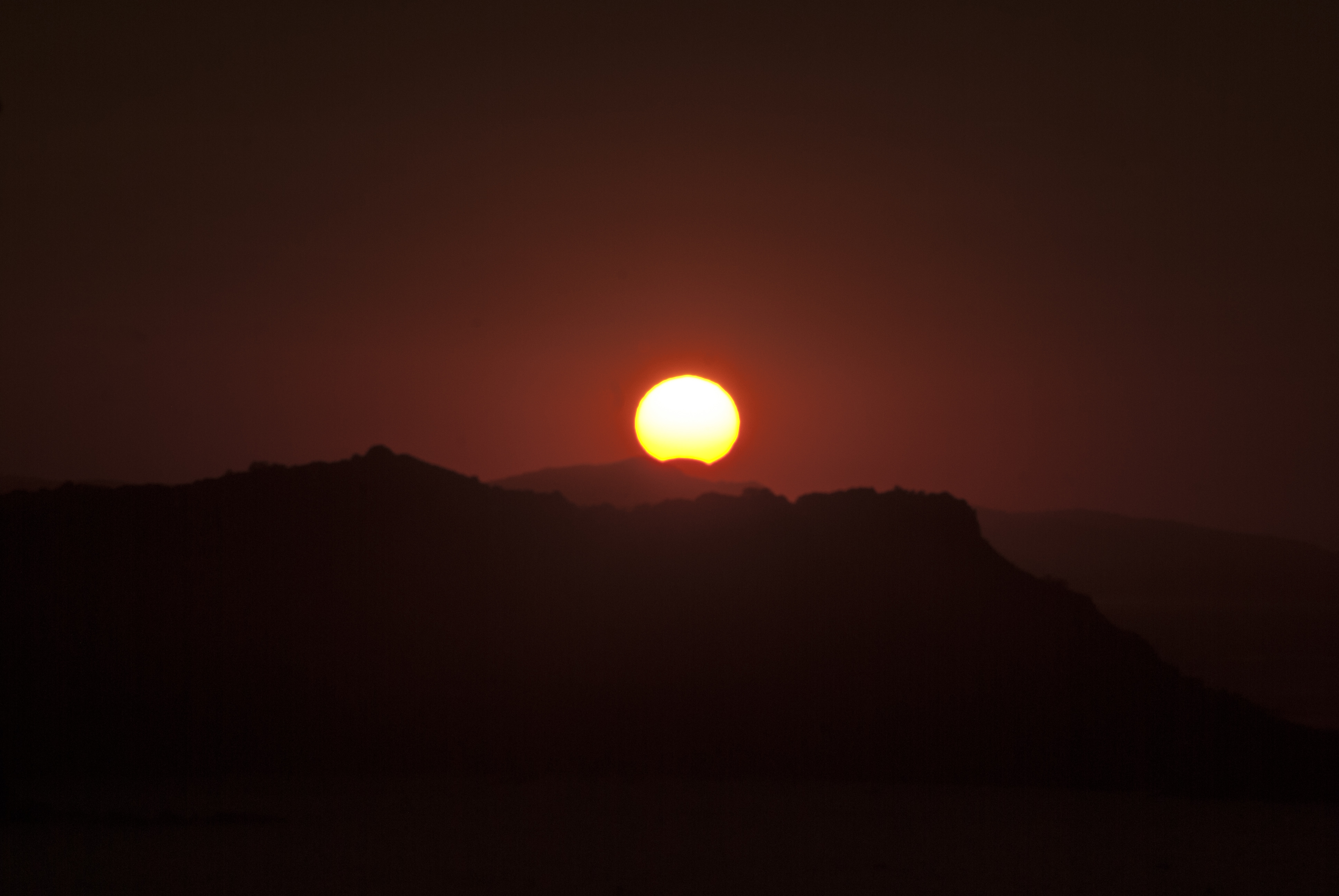
Nhật thực một phần lúc hoàng hôn ở Zarautz, xứ Basque
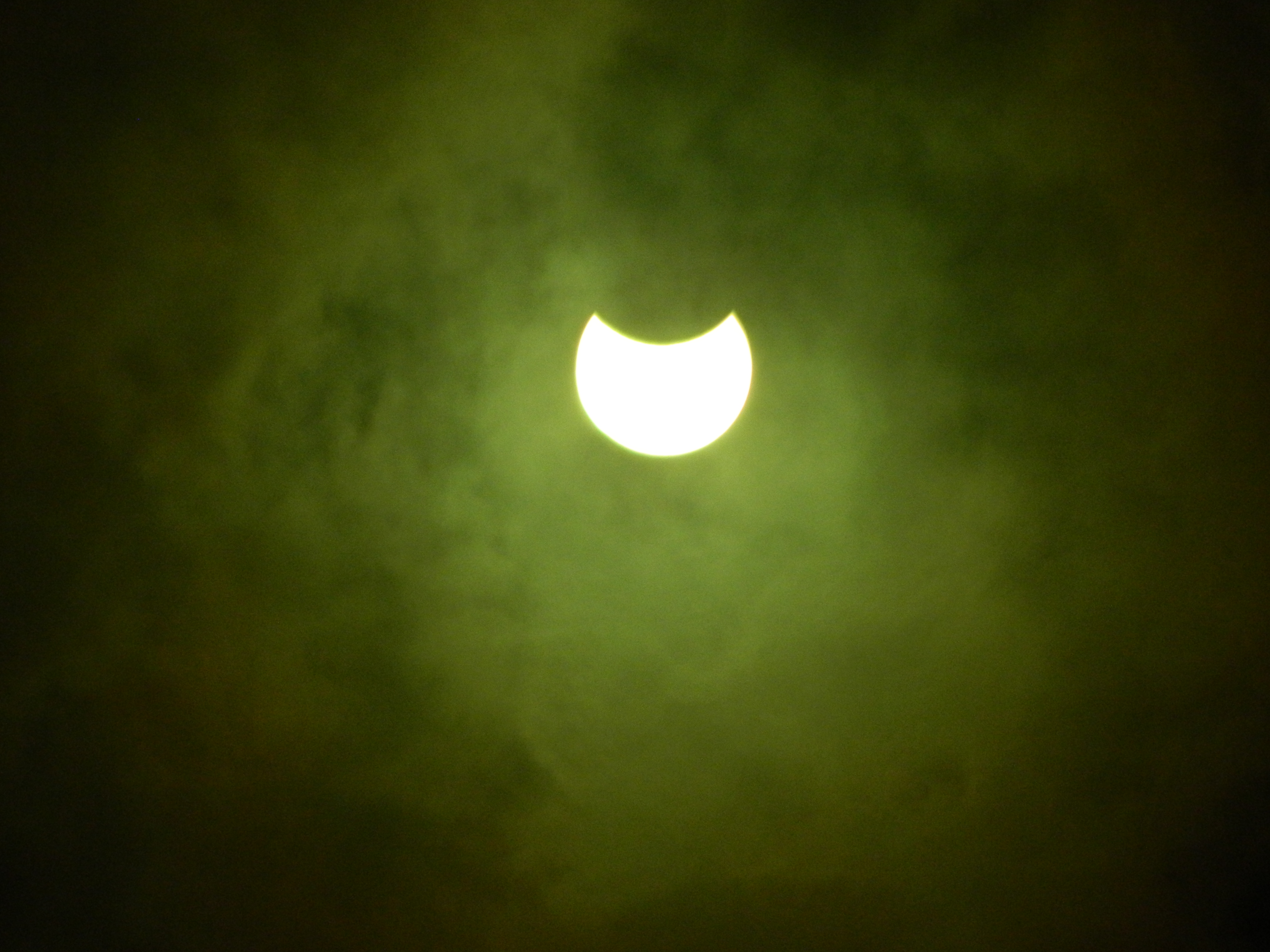
Nhật thực một phần chụp ở Tuxtla Gutiérrez (Chiapas), México lúc 12:36 -6GMT.